# Eifel forrópont

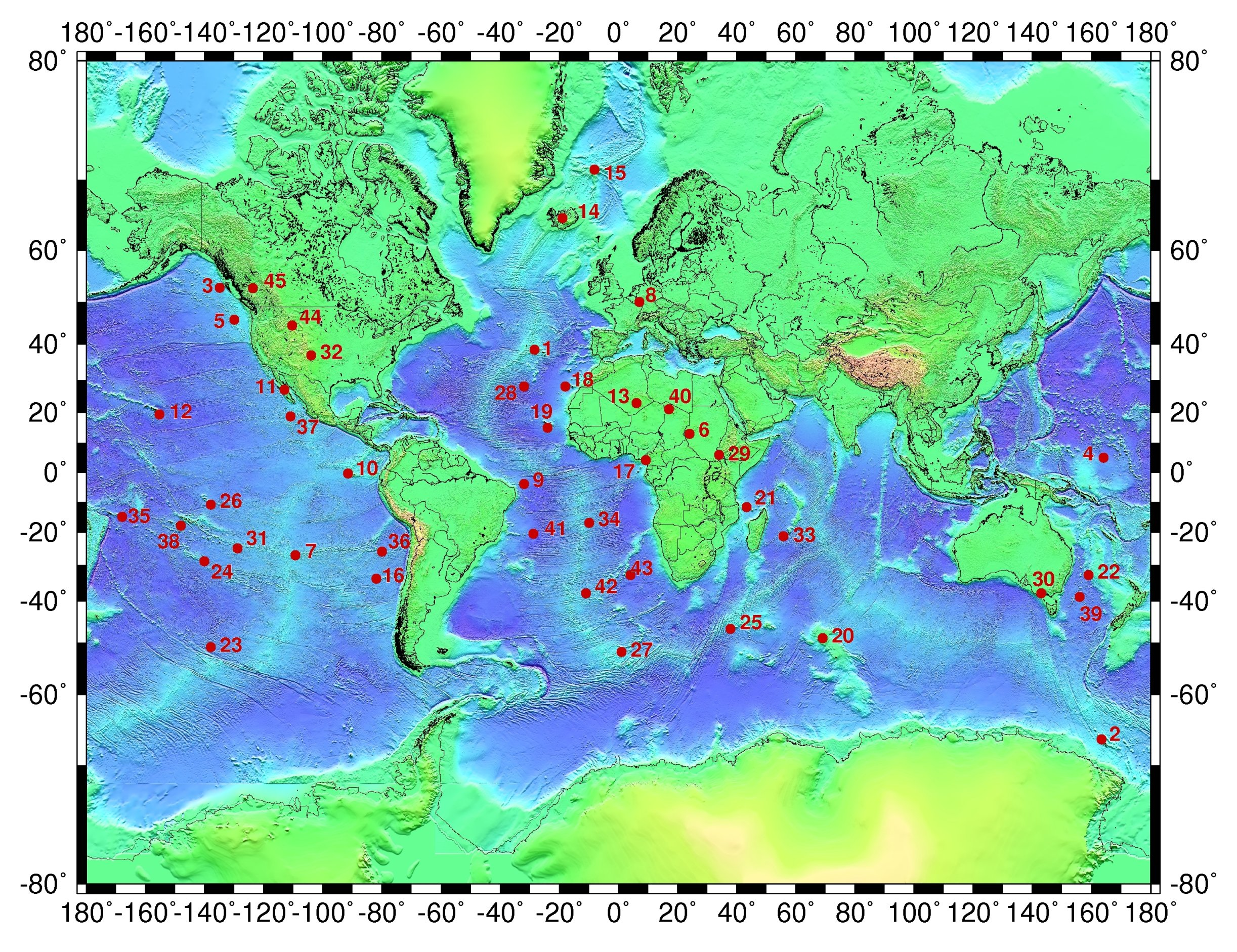
A Föld 45 forrópontja. 8-as számmal az Eifel forrópont

Az Eifel forrópont a Föld forrópontjainak egyike Németország nyugati részén, az Eifel-hegység területén. Jelenleg is aktív helynek számít, mivel utóvulkáni aktivitás észlelhető a területen, illetve csak nemrég volt az itteni vulkán kitörése. A vulkanikus jelenségek vulkáni mezőt alkotnak.
A forrópont a korai miocén időszakban, megközelítőleg 30 millió évvel ezelőtt alakult ki egy, a harmadidőszakban elején kezdődött törésrendszerben. Még nem tisztázott, hogy a kialakulása a litoszféra lepusztulása vagy a feláramlás okozta elkeveredés számlájára írható.

## Elhelyezkedés
A forrópont Koblenztől mintegy 30 km-re nyugatra helyezkedik el. Északi részén van a Laacher See, déli részén a Weinfelder Maar és a Schalkenmehrener Maar található.
A forrópont jelenleg délnyugati irányban mozog. Vulkáni mezők maradványai találhatóak a jelenlegi helyzettől északkeleti irányban, valamint két területen aktivitásra utaló jelek tapasztalhatóak. Ezek közül a fiatalabb a Laacher See környékén található, ez közelítőleg fél millió évvel ezelőtt alakult ki.
Mivel geológiai értelemben a forró pont aktívnak, legfeljebb nyugvónak számít, további kitörések várhatóak. A kitörések a szupervulkán köznapi kategóriába esnek.

## Ismert aktivitások
- 13 080 éve nagyjából 20 km3-nyi anyagot bocsátott ki a Laacher See helyén működő vulkán. A kitörési oszlop feltehetően mintegy 20 km magasságba emelkedett.[1]

## Galéria
- Légifotó a Laacher Seeről
- A Weinfelder maar
- A Schalkenmehrener maar és Schalkenmehren település
- Három maar-tó az Eifel-hegységben: Gemündener maar, Weinfelder maar és Schalkenmehrener maar